# Qassimiut
Qassimiut (dawniej Qagssimiut) – osada w południowej Grenlandii, w gminie Kujalleq. Według danych oficjalnych liczba mieszkańców w 2011 roku wynosiła 25 osób. Z Qassimiut pochodził były premier Grenlandii Jonathan Motzfeldt.